# Delitos sexuales

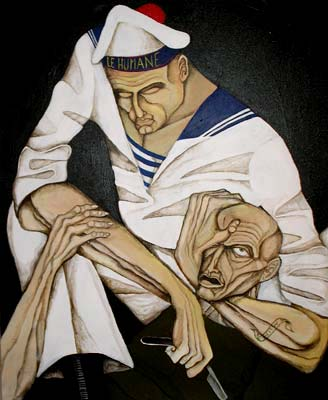
Obra: "Variación del crimen sexual" del artista inglés Joe Machine.

Delitos sexuales es un término muy utilizado aunque impreciso, para agrupar a una serie de delitos que afectan la libertad sexual, la identidad sexual, la dignidad y el desarrollo de la sexualidad de las personas. Varios países consideran también que estos delitos atentan contra la honestidad, el pudor, las buenas costumbres, o la familia, aunque existe una tendencia a desvincular los delitos sexuales de estos valores.
Estos delitos son mayoritariamente cometidos por hombres, en perjuicio de mujeres, niñas y niños, y forman parte de la batería de herramientas para luchar contra la violencia sexual y la violencia de género, el abuso infantil, la violencia doméstica, la trata de personas y la discriminación por orientación sexual. Estadísticas estadounidenses indican que 1 de cada 5 mujeres y 1 de cada 71 varones han sufrido una violación, mientras que casi la mitad de las mujeres y una quinta parte de los varones han sufrido algún tipo de violencia sexual, agravándose en caso de personas LGBT; durante la infancia un 25% de las niñas y un 15% de los niños, sufre abuso sexual.
No existe uniformidad en las legislaciones nacionales sobre la forma de agrupar y denominar estos delitos, aunque predomina la noción de libertad sexual como principal elemento en común. Entre los delitos más conocidos de este grupo se encuentran la violación, el estupro, el abuso deshonesto, las exhibiciones obscenas y la corrupción de menores, aunque existe una tendencia a abandonar esas denominaciones, y utilizar expresiones con menos peso moral, para denominar los diferentes delitos según su grado de gravedad, como agresión sexual, abuso sexual y acoso sexual. Otra serie de delitos sexuales está vinculada a la trata de personas, la prostitución y la pornografía (especialmente la pornografía de menores), así como el uso sexualmente abusivo de Internet y las redes sociales, como el grooming, sexting, la difusión no consentida de imágenes privadas, sextorsión, online shaming y stalking.

## Historia y evolución
Los delitos sexuales aparecieron en la Antigüedad euroasiática y africana, mientras que en América no se conocieron hasta la llegada de los europeos en el siglo XV. Surgieron para proteger el derecho de propiedad que los hombres tenían sobre las mujeres, buscando garantizar la virginidad de las mujeres solteras y la exclusividad sexual de las mujeres casadas, o para garantizar la héteronorma (obligación de desear a personas de otro género). Durante siglos en la mayoría de las culturas la falta de consentimiento de la persona sexualmente agredida tuvo poca o ninguna significación jurídica, y las víctimas, principalmente las mujeres, recibían la misma pena que el agresor. Los principales delitos sexuales antiguos fueron la violación, la sodomía y el adulterio.
Hasta épocas muy recientes, en prácticamente todas las culturas, las mujeres que eran víctimas de delitos sexuales solían ser culpabilizadas por haberlos "provocado", quedando así marcadas por la figura de la mancilla, por haber perdido su honestidad y su honra, en una suerte de "asesinato moral". Ello produjo y aún sigue produciendo que los delitos sexuales fueran en muchos casos silenciados y ocultados por las víctimas. Se desarrollaron mecanismos normativos, policiales, judiciales, culturales y mediáticos que justificaban o amparaban la comisión de delitos sexuales, que conformaron lo que algunas corrientes de investigación denominan la cultura de la violación. Un ejemplo fue la obligación de mantener relaciones sexuales dentro del matrimonio, que justificaba hasta hace poco, y aún justifica en algunos países, la violación conyugal.
Un estudio sobre casos judiciales en la Argentina desde la segunda mitad del siglo XIX hasta las primeras décadas del siglo XX, confirmó la percepción de que "las denuncias por delitos sexuales son pocas –comparadas con otros delitos contra la persona-, que se encuentra un altísimo número de sobreseimientos en relación a la cantidad de denuncias y que en los procesos judiciales el énfasis de la investigación está puesto en la víctima y sus circunstancias antes que en el hecho delictivo y el acusado". Ni las mujeres, ni los niños, tenían permitido denunciar los delitos sexuales que hubieran sufrido, quedando esa facultad en cabeza del esposo y del padre, respectivamente. Tampoco podía el Estado actuar de oficio esta clase de delitos, debido a que para ellos se impuso las figuras de "instancia o denuncia privada" y "acción privada", con el fin de mantenerlos ocultos y evitar la "deshonra" familiar, afectada por una situación que se pensaba que afectaba la "honestidad" de las mujeres y niños víctimas de dichos delitos. El concepto de "honestidad", a su vez, estaba definido a partir de la virginidad y su pérdida, en el caso de las mujeres, y de la penetración anal pasiva, en el caso de los hombres, debido a que afectaba su masculinidad. Además, denunciar y querellar en delitos sexuales resultaba muy costoso económicamente, ya que las víctimas debían pagar la tasa de justicia, los honorarios de los abogados de su parte y también de los abogados de los acusados, en caso de que no fueran condenados.
A partir del siglo del siglo XX, con la promoción de los derechos humanos, la democracia, el feminismo, los movimientos LGBT y los derechos de la niñez, los delitos sexuales sufrieron una transformación radical, aún en curso, y se orientaron a proteger la libertad sexual y la dignidad de las personas, dentro de un marco más general de lucha contra la violencia de género y el abuso infantil, tendiendo a eliminar los mecanismos patriarcales de impunidad para los perpetradores y culpabilización de las mujeres y niños.

La tradicional regulación penal de los llamados “delitos sexuales” ha sido un exponente claro de la función de las normas jurídicas en la recreación de los estereotipos y roles sociales que han definido durante siglos la distribución desigual de derechos y obligaciones, discriminando las posibilidades de las mujeres. Por ello, no es de extrañar que el movimiento feminista se haya preocupado desde finales del siglo XIX de la denominada violencia sexual.
Rosario de Vicente Martínez

Los delitos sexuales son habituales en la violencia de género, cometidos mayoritariamente por personas que tienen una relación muy cercana con las víctimas, generalmente cometidos por un grupo de hombres, o en función de un grupo de hombres. Estadísticas europeas dan cuenta que el 99% de las personas condenadas por violación son varones y el 90% de las víctimas son mujeres, mientras que estadísticas estadounidenses muestran que el 76% de las víctimas mujeres fueron violadas por sus esposos, novios o parejas.
El surgimiento de Internet y las redes sociales permitieron que surgieran también nuevas modalidades de delitos sexuales, como el grooming, sexting, porno vengativo, sextortion, online shaming y stalking.

## Características generales

### Bienes jurídicamente protegidos
No existe uniformidad sobre los bienes jurídicamente protegidos por los delitos sexuales, variando de país a país. Tradicionalmente, hasta pocos años atrás, los valores invocados a ser protegidos eran la honestidad, el pudor, las buenas costumbres, o la familia. Más recientemente apareció una tendencia legislativa a desvincular los delitos sexuales de esos valores de tipo moral, para proteger valores como la libertad sexual, la indemnidad sexual, la dignidad y el desarrollo de la sexualidad de las personas.
Cuando España modificó en 1995 la estructura de los delitos sexuales, la Exposición de Motivos de la ley explicaba de este modo el cambio del bien jurídico protegido:

Ha de mencionarse aquí la nueva regulación de los delitos contra la libertad sexual. Se pretende con ella adecuar los tipos penales al bien jurídico protegido, que no es ya, como fuera históricamente, la honestidad de la mujer, sino la libertad sexual de todos. Bajo la tutela de la honestidad de la mujer se escondía una intolerable situación de agravio, que la regulación que se propone elimina totalmente.
Exposición de Motivos de la Ley Orgánica 10/1995, España

### Acciones punibles
Los delitos sexuales abarcan un amplio rango de acciones que tienen en común su connotación sexual y en muchos casos el cuerpo de las personas. Dos elementos principales califican las acciones punibles: la ausencia de consentimiento, o vulnerabilidad de la persona afectada y la minoría de edad.
El hecho de que las acciones punibles son casi siempre realizadas en ámbitos privados, caracteriza a estos delitos, influyendo en los medios de prueba.

### Sujetos activos
Los sujetos activos de los delitos sexuales suelen ser hombres que mantienen relaciones familiares, vecinales o afectivas con las víctimas. Jurídicamente sin embargo todas las personas pueden ser sujetos activos de los crímenes sexuales, sin importar su género. Aunque estadísticamente minoritarias, las violaciones realizadas por mujeres, sobre todo contra otras mujeres, no son un caso excepcional. En algunos casos, la calidad de hombre, familiar, pareja de la víctima, persona con autoridad o confianza, suele ser un agravante.

### Sujetos pasivos
Los sujetos pasivos de los delitos sexuales suelen ser mujeres, niñas, niños y personas con orientaciones o identidades LGBT.

### Agravantes
La edad de las víctimas, cuando son menores de edad, es una de las principales agravantes de los delitos sexuales. También lo son los vínculos familiares y de confianza. Finalmente constituyen agravantes los daños físicos sufridos (lesiones y muerte), aun cuando no fueren intencionales.

### Peculiaridades de la denuncia y la investigación
Los delitos sexuales se caracterizan por tener procesos de denuncia e investigación en las que las víctimas resultan revictimizadas, sospechadas, y humilladas. Este fenómeno es conocido como "revictimización" o "segunda violación". Los movimientos feministas han cuestionado desde hace décadas estos mecanismos, exigiendo procedimientos y personal adecuados.

### Medios de prueba
Por tratarse de delitos cometidos la mayoría de las veces en espacios privados e íntimos, la prueba de los mismos es problemática. Las víctimas han exigido otorgar valor probatorio a la declaración de la víctima -siempre sometida a escrutinio de los jueces y los abogados defensores-, y a las pericias psicológicas. El acusado no puede negarse a que se realicen medidas de prueba en su cuerpo (generalmente son extracciones de sangre, cabello y semen), ya que se lo considera mero portador de la prueba y en caso de negarse el juez dispondrá que se practique por la fuerza.

En los delitos contra la libertad sexual los tribunales suelen tener un criterio más amplio en la valoración de la prueba, sopesando hasta el más mínimo indicio, para que no queden impunes, dado que por lo general se cometen en la intimidad, fuera de la vista de otras personas.

### Penas
Las penas por delitos sexuales se han ido endureciendo, llegando en los casos más graves a la prisión perpetua o a la pena de muerte en los países que la contemplan. En algunos países está contemplada también la pena de castración química, con características obligatorias o voluntarias.
En muchos países se han implementado programas de tratamiento de delincuentes sexuales para reducir la reincidencia, como parte de una estrategia de manejo de este grupo de delincuentes. No obstante, existe cierta controversia con respecto a su efectividad. Por tal motivo, se ha planteado comparar grupos de delincuentes sexuales tratados, con grupos de control equivalentes que no han sido sometidos a dicho tratamiento, para probar si existen diferencias entre ambos grupos en cuanto a la reincidencia de delitos sexuales y de otro tipo.
Una revisión sistemática de 27 estudios, provenientes de siete países y más de la mitad realizados en Norteamérica, encontró que existe, en promedio, una reducción significativa en las tasas de reincidencia para los grupos tratados. Específicamente, la tasa de reincidencia de delitos sexuales fue de 10,1% para los delincuentes tratados, en comparación con 13,7% para el grupo sin tratamiento. Sin embargo, existe demasiada heterogeneidad entre los resultados de los estudios individuales como para poder sacar conclusiones acerca de la efectividad general de este tipo de tratamiento. Se necesitan entonces más estudios, especialmente fuera de Norteamérica, que permitan obtener conclusiones más sólidas.

### Factores sociales y culturales
Los delitos sexuales están fuertemente relacionados con prácticas sociales y culturales que toleran, avalan, justifican, encubren e incluso promueven la comisión de los delitos sexuales, dentro de un marco más amplio de un sistema de relaciones de desigualdad entre los géneros, conocido como patriarcado y una práctica de violencia privada sistemática conocida como violencia de género. Los investigadores han denominado a estos factores como cultura de la violación y segunda violación, significando con dichas expresiones un entorno cultural de tolerancia y pasividad, que facilita la comisión de delitos sexuales.

### Revictimización o segunda violación
La revictimización, segunda violación, o victimización secundaria es un fenómeno que se presenta en ciertos delitos por el cual las instituciones sociales a los que debe recurrir la víctima de un delito (policía, servicios sociales, judiciales y médicos, etc.), su entorno familiar, vecinal o laboral, y los medios de comunicación, maltratan a la víctima ignorando su relato, dudando de su veracidad, faltándole el respeto, desconociéndole la condición de interlocutora, atribuyéndole la culpa, o directamente encubriendo o volviendo a cometer el delito, agravando los traumas y sufrimientos causados por el delito original.
Los procesos de victimización secundaria perpetúan los sufrimientos causados por el delito, causando que la persona quede “anclada” en el acto sexual que violó su libertad, impidiendo que recupere su propia vida.
Entre los principales mecanismos de revictimización se encuentran la hostilidad del sistema de justicia y falta de información sobre el proceso, los estereotipos de género y cuestionamiento a la víctima y la falta de recursos para atender los servicios públicos relacionados con los crímenes sexuales.

## Los delitos sexuales en particular
Los delitos sexuales han evolucionado mucho históricamente, cambiando en algunos casos su naturaleza y denominación, como sucede con delitos antiguos como la violación y el estupro, desapareciendo en otros casos, como el adulterio, o creándose nuevas figuras, como el sexting. 
Los principales delitos sexuales son:
- Violación (rape en inglés) (estupro en portugués), que en algunas nuevas legislaciones ha cambiado su nombre a abuso o ataque sexual agravado. Es cuando una persona, es forzada o tiene relaciones sexuales pero no da su consentimiento, o con consentimiento en el caso de los menores de edad, variando la edad de consentimiento según los países (generalmente preadolescentes). De los delitos sexuales, la violación es el más grave de todos.
- Estupro, que en algunas legislaciones también ha cambiado de nombre por abuso o ataque sexual. Se define cuando una persona adulta, tiene relaciones sexuales con un menor de edad que da su consentimiento, pero es menor a la edad legal de consentimiento  Los límites de edad mínima y máxima, varían según los países. Es un delito grave, pero de menor gravedad que la violación.
- Abuso sexual o agresión sexual simple. Se define como la realización de actos sexuales que no incluyan penetración, sobre el cuerpo de una persona sin consentimiento de esta, o con consentimiento en caso de menores de edad. Los límites de edad varían según los países. Es un delito menos grave que la violación.
- Corrupción de menores. En algunos países ha sido eliminado o reemplazado por otras figuras. En general se define con variantes, por la realización de un acto sexual consentido, de una persona mayor de edad con una persona menor de edad, generalmente dependiente de aquella, que afecte la sana maduración sexual de la persona menor de edad.
- Incesto. El incesto se considera un delito sexual en la mayoría de los sistemas legales. Involucra relaciones sexuales entre parientes cercanos, como entre hermanos, padres e hijos, o entre otros familiares directos. Las leyes con respecto al incesto varían según el país y el estado, pero generalmente se considera un delito sexual debido a las implicaciones legales y éticas que conlleva. En muchos lugares, el incesto se castiga de manera similar a otros delitos sexuales graves.
- Exhibicionismo sexual. Se define por la exhibición que una persona hace de partes íntimas  de su cuerpo, sin consentimiento de la persona que lo ve, o aún con consentimiento, cuando es menor de edad. La edad varía según los países.
- Acoso sexual. Se define por el uso de una posición de poder para intimidar, ofender u obligar a mantener relaciones íntimas, mediante acciones verbales o físicas que no lleguen a constituir abuso sexual. Muchos países no consideran el acoso sexual como delito.
- Pornografía infantil. Es habitual castigar la producción o difusión de material o espectáculos pornográficos, con participación de menores (en algunos países también mayores), o dirigido hacia personas menores de edad. En algunos casos se castiga también la simple tenencia de imágenes pornográficas de menores de edad.

La pedofilia no es un delito sexual, si ninguna persona menor de edad se encuentra afectada.

## Regulación por país

### Argentina
Argentina tuvo una reforma importante de los delitos sexuales en 1999 (Ley 25087), que eliminó la "honestidad" establecida como valor jurídico protegido en 1866, reemplazándola por la "integridad sexual" y eliminó los delitos de "violación", "estupro" y "abuso deshonesto", reemplazándolos por un solo delito denominado "abuso sexual", con tres niveles de gravedad (simple, calificado y con penetración sexual) y siete agravantes. La ley derogó varias instituciones de origen patriarcal, como la figura de la limitación de la protección penal a la "mujer "honesta" (en el caso del estupro) y la extinción de la acción por casamiento de la víctima con el abusador, introduciendo en su reemplazo la figura del "avenimiento". Cuatro años antes, por Ley N° 24.453 de 1995, se eliminó el delito de adulterio, que estaba incluido en el capítulo de delitos contra la honestidad.
| Edades legales para el consentimiento sexual Argentina | Edades legales para el consentimiento sexual Argentina                                                                                                 | Edades legales para el consentimiento sexual Argentina       | Edades legales para el consentimiento sexual Argentina |
| Edad                                                   | Acto | Excepciones                                                  | Artículo                                               |
| ------------------------------------------------------ | --- | ------------------------------------------------------------ | ------------------------------------------------------ |
| 0-12                                                   | Inválido para todo tipo de actos sexuales |                                                              | 119                                                    |
| 13-15                                                  | Inválido para actos sexuales con penetración con mayores de edad o con relación de preeminencia, cuando se hubieran aprovechado de su inmadurez sexual | * entre menores de edad * cuando no hubiera inmadurez sexual | 120                                                    |
| 16-17                                                  | Inválido para actos que impliquen corrupción | Actos que no impliquen "corrupción"                          | 125                                                    |
| 18 y más                                               | Plena validez para cualquier tipo de acto sexual |                                                              |                                                        |
| Fuente: Código Penal de Argentina                      | |                                                              |                                                        |

En Argentina no son consideradas como delitos las conductas de "acoso sexual", pero varias provincias y la ciudad de Buenos Aires, haciendo uso de su autonomía legislativa, han establecido que el acoso sexual es una contravención (faltas menos graves que los delitos), punible con penas de arresto, pecuniarias, penas alternativas y probation.
La Ley 26.879 creó el Registro Nacional de Datos Genéticos vinculados a delitos contra la integridad sexual, que tiene como finalidad facilitar la investigación de delitos de abuso sexual e individualizar a las personas responsables, siendo la información genética aquella que se obtiene analizando el ADN (ácido desoxirribonucleico) a través de distintos estudios, lo que permite conocer la identidad biológica.
El Registro almacena y ordena la información genética obtenida de muestras o evidencias biológicas en una investigación criminal y de las personas condenadas con sentencia firme por los delitos contra la integridad sexual. Los datos del Registro son datos sensibles y de carácter reservado, por ello la información solo se puede dar a miembros del Ministerio Público Fiscal, a jueces y a tribunales en el marco de una causa en la que se investiguen delitos contra la integridad sexual y el Registro debe conservar de un modo inviolable e inalterable los archivos de información genética y de las muestras obtenidas, además está prohibida la utilización de muestras de ácido desoxirribonucleico (ADN) para cualquier fin que no sea la identificación de personas vinculadas a delitos contra la integridad sexual.

### Bolivia
El Código Penal de Bolivia agrupa la mayoría de los delitos sexuales dentro del grupo de "delitos contra la libertad sexual" (Título XI). Allí contempla los delitos de "violación", "estupro", "abuso deshonesto", "rapto", "corrupción de menores", "corrupción de mayores", "proxenetismo", "tráfico de personas para ejercer la prostitución", "actos obscenos", "pornografía infantil" y "publicaciones y espectáculos obscenos". Además de la libertad sexual, el Código considera también los bienes jurídicamente protegidos de algunos de esos delitos, son la "moral sexual" (capítulo III) y el "pudor público" (capítulo IV). 
Fuera del capítulo de Delitos contra la libertad sexual, el Código Penal boliviano contempla los siguientes delitos de naturaleza sexual: "contagio de enfermedades de transmisión sexual" (art. 277), "trata de seres humanos con fines sexuales de explotación sexual comercial" (art. 281 bis, inc. e) y diversas conductas relacionadas con la "discriminación por género, orientación sexual e identidad de género" (art. 281 sexies).
| Edades legales para el consentimiento sexual Bolivia | Edades legales para el consentimiento sexual Bolivia                                                 | Edades legales para el consentimiento sexual Bolivia                                    | Edades legales para el consentimiento sexual Bolivia |
| Edad                                                 | Acto                                                                                                 | Excepciones                                                                             | Artículo                                             |
| ---------------------------------------------------- | --- | --------------------------------------------------------------------------------------- | ---------------------------------------------------- |
| 0-13                                                 | Inválido para todo tipo de actos sexuales                                                            | Actos sexuales entre personas mayores de 12 años, con no más de tres años de diferencia | 308                                                  |
| 14-17                                                | Inválido para actos sexuales con penetración o que impliquen corrupción, mediando seducción o engaño |                                                                                         | 309                                                  |
| 18 y más                                             | Plena validez para cualquier tipo de acto sexual                                                     |                                                                                         |                                                      |
| Fuente: Código Penal de Bolivia                      | |                                                                                         |                                                      |

### Chile
En Chile los delitos sexuales están agrupados bajo el título "Crímenes y delitos contra el orden de las familias, contra la moralidad pública y contra la integridad sexual" (Título VII), junto a delitos como el aborto, el incesto, la bigamia y la simulación de matrimonio. El Código Penal chileno distingue entre "crímenes" y "simples delitos", dependiendo de su gravedad. Los delitos sexuales contemplados son violación (limitada al "acceso carnal" por vía vaginal, bucal o anal), estupro o acceso carnal con menor de 18 años (de 14 a 17 años), introducción de objetos por vía vaginal, anal o bucal, utilización de animales en el acto sexual, abuso sexual de menores sin acceso carnal, acción sexual con menores de 14 años sin acceso carnal, acciones de significación sexual ante o por menores, producción de material pornográfico, promoción de prostitución de menores, relaciones sexuales por dinero con menores mayores de 14 años, y escándalo público de ofensa al pudor.
| Edades legales para el consentimiento sexual Chile | Edades legales para el consentimiento sexual Chile                                                                                                 | Edades legales para el consentimiento sexual Chile | Edades legales para el consentimiento sexual Chile |
| Edad                                               | Acto | Excepciones                                        | Artículo                                           |
| -------------------------------------------------- | --- | -------------------------------------------------- | -------------------------------------------------- |
| 0-13                                               | Inválido para todo tipo de actos sexuales |                                                    | 362                                                |
| 14-17                                              | Inválido para actos sexuales con penetración, introducción de objetos o contacto corporal, mediando seducción o dependencia, o que impliquen abuso |                                                    | 363, 365 bis, 366                                  |
| 18 y más                                           | Plena validez para cualquier tipo de acto sexual (siempre que no constituyan violación o abuso sexual)                                             |                                                    |                                                    |
| Fuente: Código Penal de Chile                      | |                                                    |                                                    |

### Colombia
En Colombia,  generalmente los menores de edad, son víctimas de los delitos sexuales, pero las estadísticas, apuntan, que en Colombia, el delito sexual, más cometido contra menores de edad es el de: "Abuso sexual con menor de 14 años (Estupro)".  La ley 1236 de 2008, divide los delitos sexuales en 4 capítulos (Capítulo I. De la Violación, Capítulo II. De los Actos Sexuales Abusivos, Capítulo III. Disposiciones Comunes a los Capítulos Anteriores, y Capítulo IV. Del Proxenetismo)

Delitos Contra la Libertad, Integridad y Formación Sexuales

Capitulo I.
De la Violación
Artículo 1. El artículo 205 del Código Penal (Ley 599 de 2000) 
"Articulo 205. Acceso Carnal Violento. El que realice acceso carnal con otra persona mediante violencia, incurrirá en prisión de doce (12) a veinte (20) años".
Artículo 2. El artículo 206 del Código Penal (Ley 599 de 2000)
"Articulo 206. Acto Sexual Violento. El que realice en otra persona acto sexual diverso al acceso carnal mediante violencia, incurrirá en prisión de ocho (8) a dieciséis (16) años."
Artículo 3. El artículo 207 del Código Penal (Ley 599 de 2000) 
"Articulo 207. Acceso Carnal o Acto Sexual en Persona puesta en Incpacidad de Resistir. El que realice acceso carnal con persona a la cual haya puesto en incapacidad de resistir o en estado de inconsciencia, o en condiciones de inferioridad siquica que le impidan comprender la relación sexual o dar su consentimiento, incurrirá en prisión de doce (12) a veinte (20) años.
Si se ejecuta acto sexual diverso del acceso carnal, la pena será de ocho (8) a dieciséis (16) años".
Capítulo II.
De los Actos Sexuales Abusivos
Artículo 4. El articulo 208 del Código Penal (Ley 599 de 2000)
"Articulo 208. Acceso Carnal Abusivo con menor de catorce años. El que acceda carnalmente a persona menor de catorce (14) años, incurrirá en prisión de doce (12) a veinte (20) años".
Artículo 5. El artículo 209 del Código Penal (Ley 599 de 2000) 
"Artículo 209. Actos Sexuales con Menor de catorce años. El que realizare actos sexuales diversos del acceso carnal con persona menor de ca- torce (14) años o en su presencia, o la induzca a prácticas sexuales, incu- rrirá en prisión de de nueve (9) a trece (13) años".
Artículo 6. El artículo 210 del Código Penal (Ley 599 de 2000) 
"Articulo 210. Acceso Carnal o Acto Sexual Abusivos con Incapaz de Resistir. El que acceda carnalmente a persona en estado de inconsciencia, o que padezca trastorno mental o que esté en incapacidad de resistir, in- currirá en prisión de doce (12) a veinte (20) años. Si no se realizare el acceso, sino actos sexuales diversos de él, la pena será de de ocho (8) a dieciséis (16) años".
"Articulo 210. Acoso sexual.
El que en beneficio suyo o de un tercero y valiéndose de su superioridad manifiesta o relaciones de autoridad o de poder, edad, sexo, posición laboral, social, familiar o económica, acose, persiga, hostigue o asedie física o verbalmente, con fines sexuales no consentidos, a otra persona, incurrirá en prisión de uno (1) a tres (3) años.
Artículo 237. Incesto.
El que realice acceso carnal  u otro acto erótico sexual con un descendiente o ascendiente, adoptante o adoptivo, o con un hermano o hermana, incurrirá en prisión de seis (6) a cuatro (4) años."
Capitulo III.
Disposiciones Comunes a los Capitulos Anteriores
Artículo 7. El artículo 211 del Código Penal (Ley 599 de 2000)
"Articulo 211. Circunstancias de Agravación Punitiva. Las penas para los delitos descritos en los articulos anteriores, se aumentarán de una tercera parte a la mitad, cuando:
1. La conducta se cometiere con el concurso de otra u otras personas.
2. El responsable tuviere cualquier carácter, posición o cargo que le dé particular autoridad sobre la victima o la impulse a depositar en él su confianza.
3. Se produjere contaminación de enfermedad de transmisión sexual.
4. Se realice sobre persona menor de catorce (14) años.
5. Se realice sobre el cónyuge o sobre con quien se cohabite o se haya cohabitado, o con la persona con quien se haya procreado un hijo.
6. Se produzca embarazo.
7. Cuando la victima fuere una persona de la tercera edad o, disminuido fisico, sensorial, o psíquico".
Capítulo IV.
Del Proxenetismo
Artículo 8. El articulo 213 del Código Penal (Ley 599 de 2000) quedará asi:
"Articulo 213. Inducción a la Prostitución. El que con ánimo de lucrarse o para satisfacer los deseos de otro, induzca al comercio carnal o a la prostitución a otra persona, incurrirá en prisión de diez (10) a veintidós (22) años y multa de sesenta y seis (66) a setecientos cincuenta (750) sa- larios minimos legales mensuales vigentes".
"Articulo 214. Constreñimiento a la Prostitución. El que con ánimo de lucrarse o para satisfacer los deseos de otro, constriña a cualquier persona al comercio carnal o a la prostitución, incurrirá en prisión de nueve (9) a trece (13) años y multa de sesenta y seis (66) a setecientos cincuenta (750) salarios minimos legales mensuales vigentes".
Artículo 10. Artículo 216 del Código Penal (Ley 599 de 2000):
"Artículo 216. Circunstancias de Agravación Punitiva. Las penas para los delitos descritos en los artículos anteriores, se aumentarán de una tercera parte a la mitad, cuando la conducta:
1. Se realice en persona menor de catorce (14) años.
2. Se realice con el fin de llevar la víctima al extranjero.
3. El responsable sea integrante de la familia de la victima.
4. Cuando la víctima fuere una persona de la tercera edad o, disminuido fisico, sensorial, o psíquico".
Artículo 11. El artículo 217 del Código Penal (Ley 599 de 2000) quedará así:
"Artículo 217. Estímulo a la Prostitución de Menores. El que destine, arriende, mantenga, administre o financie casa o establecimiento para la práctica de actos sexuales en que participen menores de edad, incurrirá en prisión de diez (10) a catorce (14) años y multa de sesenta y seis (66) a setecientos cincuenta (750) salarios mínimos legales mensuales vigentes.
La pena se aumentará de una tercera parte a la mitad cuando el responsable sea integrante de la familia de la víctima
Artículo 12. El artículo 218 del Código Penal (Ley 599 de 2000) 
"Articulo 218. Pornografia con Menores. El que fotografie, filme, venda, compre, exhiba o de cualquier manera comercialice material pornográfico en el que participen menores de edad, incurrirá en prisión de diez (10) a catorce (14) años y multa de ciento treinta y tres (133) a mil quinientos (1.500) salarios mínimos legales mensuales vigentes.
La pena se aumentará de una tercera parte a la mitad cuando el responsa- ble sea integrante de la familia de la víctima. Para efectos de determinar los miembros o integrantes de la familia habrá de aplicarse lo dispuesto por el articulo 35 y siguientes del Código Civil relacionados con el pa- rentesco y los diferentes grados de consanguinidad, afinidad y civil".
Artículo 13. El artículo 219-A del Código Penal (Ley 599 de 2000):
"Articulo 219-A. Utilización o Facilitación de Medios de Comunicación para Ofrecer Servicios Sexuales de Menores. El que utilice o facilite el correo tradicional, las redes globales de información, o cualquier otro medio de comunicación para obtener contacto sexual con menores de dieciocho (18) años, o para ofrecer servicios sexuales con éstos, incurrirá en pena de prisión de diez (10) a catorce (14) años, y multa de sesenta y seis (66) a setecientos cincuenta (750) salarios mínimos legales mensuales vigentes.

Las penas señaladas en el inciso anterior se aumentarán hasta en la mitad (1/2) cuando las conductas se realizaren con menores de catorce (14) años".

### España
Se recogen en el Título VIII del Código Penal, en el caso de España.
La edad de consentimiento en España es 16,(no es válido el consentimiento de menores de esa edad) tal y como lo especifica el Código Penal de España, que será aprobado el 1 de julio de 2015: Artículos 181(2) y 183 por lo que a partir de los 16 años se puede tener relaciones sexuales en España.
Todos, excepto el exhibicionismo y provocación sexual se subdividen en tipo básico y tipo agravado:

### Perú
El delito de violación sexual contra menores de edad es el segundo con más población penal en el país. De acuerdo con el informe estadístico penitenciario del Instituto Nacional Penitenciario (INPE) del mes de mayo de este año, 9.133 personas están recluidas por este delito y representan el 9,7% de todos los internos del país.
► La Libertad: mujer denuncia que su hija fue ultrajada por médico en un hospital del Minsa
El 4 de agosto de 2018, se publicaron las modificaciones al Código Penal (Ley N°30838), aprobadas por unanimidad el 26 de junio del año pasado en la Comisión Permanente del Congreso de la República, que significaron cambios sustanciales en la normativa que sanciona y previene los delitos contra la libertad sexual.
-¿Cuáles son las sanciones?-
► La imprescriptibilidad: desde agosto del año pasado, los delitos sexuales -en sus diferentes modalidades- que se cometan contra menores y mayores de edad no prescriben. Es decir, las víctimas tienen la alternativa de denunciar cuando estén preparadas para hacerlo. Esto permite que muchos de los casos de violación sexual no queden impunes o terminen archivándose, sino que sigan un curso de justicia.
► La edad: En las modificaciones también se incluyó la cadena perpetua para los violadores de menores de 14 años de edad. Antes se establecía que solo si la víctima de violación sexual era menor de 10 años la pena sería de cadena perpetua.
El Artículo 173 establece:
"Violación sexual de menor de edad. El que tiene acceso carnal por vía vaginal, anal o bucal o realiza cualquier otro acto análogo con la introducción de un objeto o parte del cuerpo por alguna de las dos primeras vías, con un menor de catorce años, será reprimido con pena de cadena perpetua".
► Las proposiciones a niños, niñas y adolescentes con fines sexuales (para solicitar u obtener de material pornográfico o proponerle llevar a cabo cualquier acto de connotación sexual con él o con tercero) serán reprimidas con pena privativa de libertad no menor de 6 ni mayor de 9 años e inhabilitación. Cuando la víctima tiene entre 14 y menos de 18 años, y medie el engaño, la pena será no menor de 6 ni mayor de 9 años e inhabilitación (Artículo 175).
► Violación sexual: se considera violación sexual cuando exista la falta de libre consentimiento, no solo cuando haya violencia o grave amenaza. Se fijó también que la pena privativa de la libertad será de 20 a 26 años para quienes cometan el delito en ciertos casos.
► Agravantes: se incorporaron algunos como el relacionado con la presencia de alcohol o sustancias en el cuerpo. “Si el agente actúa en estado de ebriedad, con presencia de alcohol en la sangre en proporción mayor de 0,5 gramos-litro, o bajo el efecto de drogas tóxicas, estupefacientes, sustancias psicotrópicas o sintéticas que pudiera alterar su conciencia”. Antes de esta modificación, la presencia de alcohol era un atenuante y no un agravante en la comisión del delito.
► El agresor: si es un pastor, sacerdote o líder de una organización religiosa o espiritual que tenga particular ascendencia sobre la víctima, también será sancionado con una pena privativa de la libertad entre 20 a 26 años. Además, si el autor es docente u auxiliar del colegio de la víctima, o si se ha cometido la violación de la persona bajo autoridad o vigilancia (Artículo 174).
► La nomenclatura de los artículos 175 y 76 (“Tocamientos, actos de connotación sexual o actos libidinosos o sin consentimiento”). No se trata de tocamientos indebidos, sino de vulneraciones a la libertad sexual y no se hacen diferencias por las edades de las víctimas.
► El estado: En el artículo 171 se establece que quien cometa el delito después de haber puesto a su víctima en estado de inconsciencia o en la imposibilidad de resistir, será reprimido con pena privativa de libertad no menor de 20 ni mayor de 26 años.

#### Agresión sexual
1. Tipo básico: Atentado contra la libertad sexual mediante el uso de violencia o intimidación sobre el sujeto pasivo. Regulado por el artículo 178 del Código Penal, y penado con prisión de uno a cinco años.
2. Tipo agravado (comúnmente denominado Violación): En caso de que existan las mismas condiciones, y además acceso carnal por vía vaginal, anal o bucal, o introducción de miembros corporales u otros objetos por vía vaginal o anal, se castigará con pena de prisión de seis a doce años. Art. 179 CP.
La jurisprudencia interpreta este artículo de la siguiente manera: El acceso carnal se refiere a la introducción de un pene, que puede ser tanto del agresor a la víctima como de la víctima al agresor (es decir, que una felación del agresor a la víctima constituye violación).
Se entiende por miembros corporales cualquier apéndice del cuerpo humano, sea dedo, muñón, o cualquier otra posibilidad.
Actualmente la concepción de que el objeto debía tener forma fálica ha desaparecido, y se incluye cualquier objeto.
La penetración basta y es necesario que sea parcial.
Se incluye, además, la obligada a realizar por un sujeto agresor a la víctima hacia un tercero (o a dos víctimas entre ellas).
Además, cuando exista alguna de las siguientes circunstancias las penas del tipo básico serán de cinco a diez años y las del tipo agravado de doce a quince. Si concurren dos o más, la pena será la misma, pero en su mitad superior (de siete a diez en el básico y de doce años y seis meses a quince años en el agravado):
- Violencia o intimidación especialmente vejatorias o denigrantes para la víctima.
- Dos o más autores.
- La víctima es especialmente vulnerable por su edad, enfermedad, discapacidad o situación, salvo lo dispuesto en el artículo 183CP.
- Cuando el autor sea ascendiente, descendiente o hermano (sea natural o por adopción) de la víctima.
- Cuando se haga uso de armas u otros objetos peligrosos.

#### Abuso sexual
1. Tipo básico: Contacto no consentido, pero sin que se haya realizado violencia o intimidación. Ejemplos: Aprovecharse de una persona dormida, palmear por sorpresa en zonas consideradas de connotación sexual. Siempre se considerará abuso sexual la acción que se realice sobre un menor de trece años o incapaz, aunque este haya prestado su consentimiento libre y expresamente. Penado con prisión de uno a tres años o multa de dieciocho a veinticuatro meses por el art. 181 CP.
Si existe relación de parentesco o la víctima es especialmente vulnerable, la pena será la misma en su mitad superior.
2. Tipo agravado: Misma situación, pero con el acceso carnal, etc, descrito en la agresión sexual cualificada. El art. 182 castiga con la pena de prisión de cuatro a diez años.

#### Acoso sexual
1. Tipo básico: Solicitar favores de naturaleza sexual, sin importar para quien sean estos. Es necesario que entre el acosador y la víctima haya una relación de ámbito laboral, docente o de prestación de servicios (que debe ser continuada o habitual), y que se provoque en la víctima una situación objetiva de hostilidad e intimidatoria. Se castiga con pena de prisión de tres a cinco meses o multa de seis a diez meses por el art. 184.1 CP. Si la víctima es especialmente vulnerable, la pena será de cinco a siete meses de prisión o multa de diez a catorce meses.
2. Tipo agravado: Si el acosador tuviera una posición de superioridad respecto a la víctima en uno de los ámbitos mencionados y expresara tácita o expresamente su intención de hacer uso de ella para causarle un mal, la pena será de prisión de cinco a siete meses o multa de diez a catorce meses por el art. 184.2 CP. Si la víctima es especialmente vulnerable, la pena será e seis meses a un año.

#### Exhibicionismoyprovocación sexual
Estos delitos solo existen cuando la víctima es un menor o incapaz.
En el caso de la exhibición obscena, es castigado con pena de prisión de seis meses a un año o multa de doce a veinticuatro meses por el art. 185 CP.
La provocación sexual, es decir, la distribución, venta o exhibición de material pornográfico a estos se pena con prisión de seis meses a un año o multa de doce a veinticuatro meses por el art. 186 CP.
En caso de utilizarse locales (estén o no abiertos en ese momento al público) el juez podrá decretar su clausura temporal, con un máximo de cinco años, o definitiva.

#### Disposiciones comunes
Los delitos de acoso, abuso o agresión deben ser denunciados para que puedan ser perseguidos, a menos que la víctima sea menor de edad o incapaz. En estos delitos el perdón de la víctima no exime de responsabilidad.
Cualquier persona encargada del cuidado del menor o incapaz que sea víctima, y que sea condenada como autor o cómplice de uno de estos delitos será castigado con la mitad superior de la pena que corresponda (art. 192 CP), y retirar a la víctima de su cuidado por tiempo de seis meses a seis años.
El acoso sexual suele estar colgado en internet. Las páginas, muy a menudo no están controldas.

### Nicaragua
Se recogen en el Título II, Capítulo II del Código Penal, en el caso de Nicaragua.

#### Artículo 167. Violación
Quien tenga acceso carnal o se haga acceder o introduzca a la víctima o la obligue a que se introduzca dedo, objeto o instrumento con fines sexuales, por vía vaginal, anal o bucal, usando fuerza, violencia, intimidación o cualquier otro medio que prive a la víctima de voluntad, razón o sentido, será sancionado con pena de ocho a doce años de prisión.
Pueden ser autores o víctimas de este delito, personas de uno u otro sexo.

#### Artículo 168. Violación a menores de catorce años
Quien tenga acceso carnal o se haga acceder con o por una persona de cartorce años o quien con fines sexuales le introduzca o la obligue a que se introduzca dedo, objeto o instrumento por vía vaginal, anal o boca, con o sin su consentimiento, será sancionado con pena de doce a quince años de prisión.